# Projekt 1208 Slepen
Projekt 1208 Slepen (ryska: Проекта 1208 «Слепень», även kallad Yaz-klass) är en fartygsklass om 11 stycken flodpatrullbåtar som byggdes i Sovjetunionen. Tre av fartygen byggdes för dåvarande Sovjetunionens gränstrupper och resten för Stillahavsflottan. Stillahavsflottans fartyg överfördes till kustbevakningen 1994.

## Historia
År 1967 började Almaz designbyrå utvecklingen av ett gränspatrullfartyg som var större, snabbare och tyngre beväpnat än de tidigare Projekt 1204 Shmel. Flottans krav på ringa djupgående, lågt fribord och tung beväpning var delvis motstridiga och ledde till förseningar. Lösningen blev att bygga en avsevärt större överbyggnad än som ursprungligen var tänkt och även stridsvagnstornen och raketkastaren placerades ovanpå mindre överbyggnader. Plåtarna i skrovet gjordes 8–21 mm tjocka både för att ge fartyget isbrytande förmåga och för att skydda det från eldgivning. Ammunitionsmagasinen under stridsvagnstornen skyddades av 35 mm stålplåt.
Det sist byggda fartyget i klassen saknar stridsledningssystemet Vympel-A och har därför begränsade möjligheter att använda sina AK-630 mot luftmål. I stället har hon förmågan att avfyra pansarvärnsroboten 9M117 Bastion från eldrören i stridsvagnstornen.
De flesta fartyg i klassen utrangerades 2002. Endast Vichr och Vjuga är kvar i tjänst.

## Beväpning
Fartygens huvudbeväpning utgörs av två torn från skrotade T-55 stridsvagnar. Tornen är bestyckade med en 100 mm D10-kanon och en koaxialt monterad 7,62 mm PKT-kulspruta. Övrig beväpning utgörs av två stycken 140 mm Sneg-raketer, två 30 mm AGS-17 granatsprutor och fyra tunga 12,7 mm NSV-kulsprutor i dubbelmontage. Luftvärnet består av Strela-robotar och två AK-630 gatlingkanoner.
Den relativt tunga beväpningen gjorde att fartygen av Sovjetiska flottan betecknades ”små artillerifartyg” (ryska: Малые артиллерийские корабли).

## Fartyg i klassen
| Namn                        | Kölsträckt        | Sjösatt           | Tagen i tjänst    | Operatör          | Anmärkning                                     | Öde         |
| --------------------------- | ----------------- | ----------------- | ----------------- | ----------------- | ---------------------------------------------- | ----------- |
| MAK-2                       | 31 augusti 1973   | 14 september 1974 | 10 september 1975 | Stillahavsflottan | Döptes om till Groza 1995.                     | Avförd 2002 |
| MAK-6                       | 30 oktober 1974   | 5 november 1975   | 30 september 1976 | Stillahavsflottan | Döptes om till Smertj 1995.                    | Avförd 2002 |
| MAK-4                       | 27 oktober 1975   | 28 oktober 1976   | 30 juli 1977      | Stillahavsflottan | Döptes om till Tajfun 1995.                    | Avförd 2001 |
| Imeni 60-Letija Oktjabrja   | 26 november 1975  | 28 april 1977     | 28 oktober 1977   | Gränstrupperna    | Döptes om till Chabarovsk 1993.                | Avförd 2002 |
| Imeni 60-Letija VTjK        | 14 oktober 1976   | 15 oktober 1977   | 28 juni 1979      | Gränstrupperna    | Döptes om till Blagovesjtjensk 1993.           | Avförd 2002 |
| MAK-7                       | 31 mars 1977      | 6 maj 1978        | 30september 1978  | Stillahavsflottan | Döptes om till Sjtorm 1995.                    | Avförd 2002 |
| Imeni 60-Letija Pogranvojsk | 21 september 1977 | 28 september 1978 | 8 juli 1979       | Gränstrupperna    |                                                | Avförd 2002 |
| Chabarovskij Komsomolets    | 23 mars 1978      | 29 oktober 1979   | 27 juni 1980      | Stillahavsflottan | Döptes om till MAK-8 1992 och till Vichr 1995. | I tjänst    |
| MAK-10                      | 27 februari 1979  | 28 oktober 1980   | 30 maj 1981       | Stillahavsflottan | Döptes om till Sjkval 1995.                    | Avförd 2002 |
| MAK-3                       | 30 oktober 1980   | 24 april 1982     | 24 augusti 1982   | Stillahavsflottan | Döptes om till Uragan 1995.                    | Avförd 2002 |
| MAK-11                      | 26 april 1982     | 20 augusti 1983   | 17 augusti 1984   | Stillahavsflottan | Projekt 12081. Döptes om till Vjuga 1995.      | I tjänst    |